# Доленя Вас (Церкниця)
Доленя Вас (словен. Dolenja vas) — поселення в общині Церкниця, Регіон Нотрансько-крашка, Словенія. Висота над рівнем моря: 554,6 м.